# Нежность (песня)
«Нежность» — песня, написанная в 1965 году композитором Александрой Пахмутовой и поэтами Сергеем Гребенниковым и Николаем Добронравовым. Входит в цикл песен «Обнимая небо», посвящённый советским лётчикам.

## История
Александра Пахмутова познакомилась с Юрием Гагариным в январе 1964 года. Композитор и космонавт подружились. Гагарин восхищался песней «Заря космического века» и часто рассказывал Пахмутовой и её соавторам о своей жизни, о своих товарищах. По утверждению Евгения Долматовского, песни «Усталая подлодка», «Орлята учатся летать», «Обнимая небо» (посвящённая лётчику-испытателю Георгию Мосолову) обязаны своим появлением первому космонавту.

«„Нежность“ — как заклинание женщины, подруги лётчика, отпустившей своего любимого к звёздам и ждущей его возвращения. Исток песни — те полтора часа, что понадобились Юрию Гагарину, чтобы облететь земной шар, те часы и минуты, которые провели в смелых полётах другие космонавты и Георгий Мосолов. Не случайно поэты Гребенников и Добронравов вспомнили Экзюпери. Одним из первых талантливо рассказал о переживаниях и ощущениях человека, обретшего крылья, этот мечтатель и воин, и космонавты, в том числе Юрий Гагарин, часто говорили поэтам: напишите об Экзюпери!

Для того чтоб родилась и получилась песня, нужны многие обстоятельства, впечатления, находки. Важно вспомнить, что к песне „Нежность“ подвёл авторов Юрий Гагарин. Он очень любил эту песню, пел её вместе с товарищами, специально ходил слушать — чтоб не по радио, не по телевизору, а вот здесь, рядом, она звучала».— Е. Долматовский, «Рассказы о твоих песнях» (М., 1973)
«Нежность» была одной из самых любимых песен у лётчиков-космонавтов СССР.
Существует «мужской» вариант песни — «Твоя нежность», с той же мелодией, но другими стихами, которые были написаны Сергеем Гребенниковым и Николаем Добронравовым в 1966 году. Её исполнял Юрий Гуляев
Основная тема мелодии песни обнаруживает совпадение первых девяти нот с музыкальной фразой из третьей части («Сентиментальная сарабанда») «Простой симфонии» Бенджамина Бриттена, впервые исполненной в 1934 году, хотя написана в другой тональности, с другим размером и подписана другим именем автора.
Песня «Нежность» впервые прозвучала в декабре 1965 года в Колонном зале Дома Союзов — в концертной программе, в исполнении Майи Кристалинской. В 1966 году песня вышла на сольном экспортном 45-оборотном миньоне Майи Кристалинской (45Д 00017305-6), миньоне для внутреннего рынка (33Д 00018581-2), а также на миньоне «А. Пахмутова. Песни» («Мелодия»), на гибкой грампластинке журнала «Кругозор» (№ 1 за 1966 г.) в рубрике «Наши песенные премьеры», а также на 78-оборотной грампластинке (45196). Впервые в стереоварианте песня вышла на первом сольном экспортном гиганте в 1969 году (33С 01727-8).

Чермен Касаев (музыкальный редактор ВР и ЦТ), присутствовавший в студии звукозаписи при записи «Нежности», в документальном фильме «Опустела без тебя земля…» (2005), посвящённом певице, вспоминал, что у Майи Владимировны при прослушивании уже записанной фонограммы капали слёзы из глаз — так трогала её песня. «Нежность» на долгие годы стала визитной карточкой певицы. Б. Серебренникова в книге «Певцы советской эстрады» (М.: Искусство, 1977) писала:
«В самом голосе Кристалинской заключено что-то волнующее, даже загадочное. В её исполнении „Нежность“ Пахмутовой на стихи Добронравова остается неразгаданной загадкой. В золотом фонде советской песни „Нежность“, спетая Кристалинской, стоит рядом с „Журавлями“ Бернеса, „Тремя вальсами“ Шульженко. Все критики, которые писали о „Нежности“, отмечали, что это вершина искусства Кристалинской и вообще шедевр песенного исполнительского творчества».
Песня «Нежность» стала ведущей музыкальной темой в фильме «Три тополя на Плющихе» (1967, реж. Татьяна Лиознова). Её исполнила героиня Татьяны Дорониной — Нюра. Фрагмент инструментальной версии «Нежности» прозвучал в фильме «Яблоко на ладони» (1981, реж. Николай Рашеев).
Инструментальная композиция «Нежность» (Tenderness) под № 1 вошла в альбом бельгийского музыканта и композитора Франсиса Гойи A Tribute To Alexandra Pakhmutova («Посвящение Александре Пахмутовой»), изданный в 2002 году.
В 2006 году на Первом канале в телецикле «История одной песни» (об известных и всеми любимых песнях советской эпохи) вышел документальный фильм «Нежность».
В 2009 году песня вошла в тематический сборник фирмы «Мелодия» «Через тернии к звёздам. Песни о космосе».
В 2010 году один из выпусков авторской программы Олега Нестерова «Золотой винил» (канал «Время» — Первый канал. Всемирная сеть) был посвящён песне «Нежность». Легендарной песне был посвящён и фильм из документального цикла НТВ «Спето в СССР»: Истории шлягеров советской эпохи. «Нежность» (2010).
В позднесоветское и постсоветское время песню часто исполняют на траурных церемониях, а слова "Опустела без тебя земля..." пишут на надгробных памятниках.
Из воспоминаний А. Н. Пахмутовой:
"Мы очень дружили с семьёй лётчика-испытателя Георгия Константиновича Мосолова. И мы пришли к нему на день рождения. Это был 1967 год. Мосолову позвонил Гагарин — поздравил с днём рождения и попросил меня к телефону. Я подошла к телефону, он говорит: «Алечка, я хочу сказать, что Володя Комаров перед полётом просил передать вам с Колей благодарность за песню „Нежность“». Это был последний полёт Комарова".

## Другие исполнители
- Томас Андерс исполнял англоязычный вариант песни под названием «Tenderness»[15].
- Светлана Чапурина (Дочь Монро и Кеннеди).
- Дмитрий Александрович Хворостовский, баритон
- Группа "Приключения Электроников" совместно с Марой сделали рок-версию песни "Нежность".